# Eurytoma minnesota
Eurytoma minnesota is een vliesvleugelig insect uit de familie Eurytomidae. De wetenschappelijke naam is voor het eerst geldig gepubliceerd in 1916 door Alexandre Arsène Girault.